# 长尾鼠耳蝠
长尾鼠耳蝠（学名：Myotis frater）为蝙蝠科鼠耳蝠属的动物。在中国大陆，分布于江西、黑龙江、安徽、四川、西藏、福建等地，一般栖息于山地、竹林以及岩洞。该物种的模式产地在福建。

## 亚种
- 长尾鼠耳蝠指名亚种（学名：Myotis frater frater），G. Allen于1923年命名。在中国大陆，分布于江西、西藏、安徽、福建等地。该物种的模式产地在福建。[2]
- 长尾鼠耳蝠东北亚种（学名：Myotis frater longicaudatus），Ognev于1927年命名。在中国大陆，分布于黑龙江等地。该物种的模式产地在西伯利亚。[3]